# Lučelnica Tomaševečka
 Lučelnica Tomaševečka  falu Horvátországban Krapina-Zagorje megyében. Közigazgatásilag Klanjechez tartozik.

## Fekvése
Zágrábtól 30 km-re északnyugatra, községközpontjától  3 km-re délkeletre a Horvát Zagorje területén, a megye délnyugati részén fekszik.

## Története
A falunak 1857-ben 202, 1910-ben 282 lakosa volt. Trianonig Varasd vármegye Klanjeci járásához tartozott.  2001-ben 225 lakosa volt.

## Nevezetességei
Szent József tiszteletére szentelt kápolnája az újabb időkben épült.

## Külső hivatkozások
- Klanjec város hivatalos oldala
- Klanjec város információs portálja
- Klanjec község ismertetője Archiválva 2021. január 23-i dátummal a Wayback Machine-ben